# Girolamo Sartorio
Girolamo Sartonio, auch Hieronimo Sartonio, Hieronymo Sartonio, Geromino Sartonio oder Geronimo Sartorio, (* vor 1667 in Venedig; † April 1707) war ein italienischer Architekt, der hauptsächlich in Hannover, Hamburg, Leipzig und Erfurt tätig war. Sartorios klassizistische Bauweise ist an Palladio orientiert.
Sartorio war Fachmann für die Einrichtung von Bühnentechnik und Theatermaschinen und wurde als Baumeister oder als beratender Architekt beim Bau von Opernhäusern in Hamburg (1677), Amsterdam (1681), Brüssel, Hannover, Leipzig (1692/93) und Prag zu Rate gezogen.

## Leben

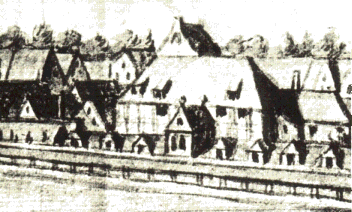
Opernhaus am Gänsemarkt in Hamburg

Sartorio war von 1667 bis 1685 Bauverwalter im Dienst des Hannoveraner Herzogs Ernst August. Während seiner Tätigkeit in Hannover wurden unter seiner Leitung oder Mitwirkung bedeutende Baumaßnahmen zur Verschönerung der Stadt getroffen. Er war federführend bei der Erweiterung der Herrenhäuser Gärten. Beteiligt war er an der Erweiterung des Leineschlosses, wo er das kleine Theater einbaute und mit Dekorationen versah.
Die Schloßbrücke über die Leine wurde wahrscheinlich nach seinen Plänen gebaut. Sartorio entwarf den (1802 abgerissenen) Parnaßbrunnen am Neustädter Marktplatz. Das erste Hamburger Opernhaus, die Oper am Gänsemarkt, wurde nach seinen Plänen erbaut.
Während seines Aufenthalts in Hannover schrieb er auf Bitten von Leibniz, der damals in Wolfenbüttel als Bibliothekar tätig war, ein Gutachten für den Bau einer Bibliothek.
Ab 1692 war er in Leipzig tätig, wo er die erste Opernbühne der Stadt am Leipziger Brühl einrichtete. Hierfür wurde zuvor am 24. Januar 1693 durch einen Vertrag vereinbart, dass der Kapellmeister Nicolaus Adam Strungk, der Jurist Heinrich Friedrich Glaser (1681–1767) und der Architekt Girolamo Sartorio, das Gelände für 10 Jahre gegen eine jährliche Mietzahlung von 300 Thalern zum Bau und zur Nutzung eines Opern- und Komödienspielhauses nutzen durften. Der Vertrag trat zu Ostern in kraft und lief zu Ostern 1703 aus. Die Pachtzahlungen erfolgte zu drei Raten jeweils zu den Leipziger Messen. Zudem sah der Kontrakt vor, dass bei nicht erfolgter Zahlung das Opernhaus samt Inventar als Gegenwert an die Partei der Vermieter fallen würde. Der Vertrag wurde 1703 nochmals um 10 Jahre verlängert. Nach dem Tode des Vaters trat sein Sohn Johann Friedrich Sartorio in den Vertrag ein.

## Familie
Girolamo war der Bruder der venezianischen Komponisten Antonio Sartorio und Gasparo Sartorio (1625–1680). Er heiratete Emerantia Gertrud von Wintheim, Tochter des Patriziers Erich von Wintheim.
Er hatte einen Sohn Johann Friedrich Sartorio der Rechtskandidat wurde.